# Llei de transferència
Una llei de transferència és un tipus de llei estatal de l'ordenament jurídic espanyol recent. Es fonamenta en l'article 150.2 de la Constitució espanyola de 1978 que estableix que l'estat central podrà transferir competències a una comunitat autònoma. És una llei que ha de ser orgànica. El caràcter de la transferència que es fa mitjançant aquesta llei es caracteritza per atribuir una competència que una norma orgànica posterior por derogar.
En la doctrina jurídica hi ha diverses controvèrsies respecte si aquestes lleis poden afectar les facultats legislatives o si es poden transferir competències exclusives de l'estat central sota la condició del respecte d'un comú denominador jurídic o al contrari no és possible.